# Abaixallengües

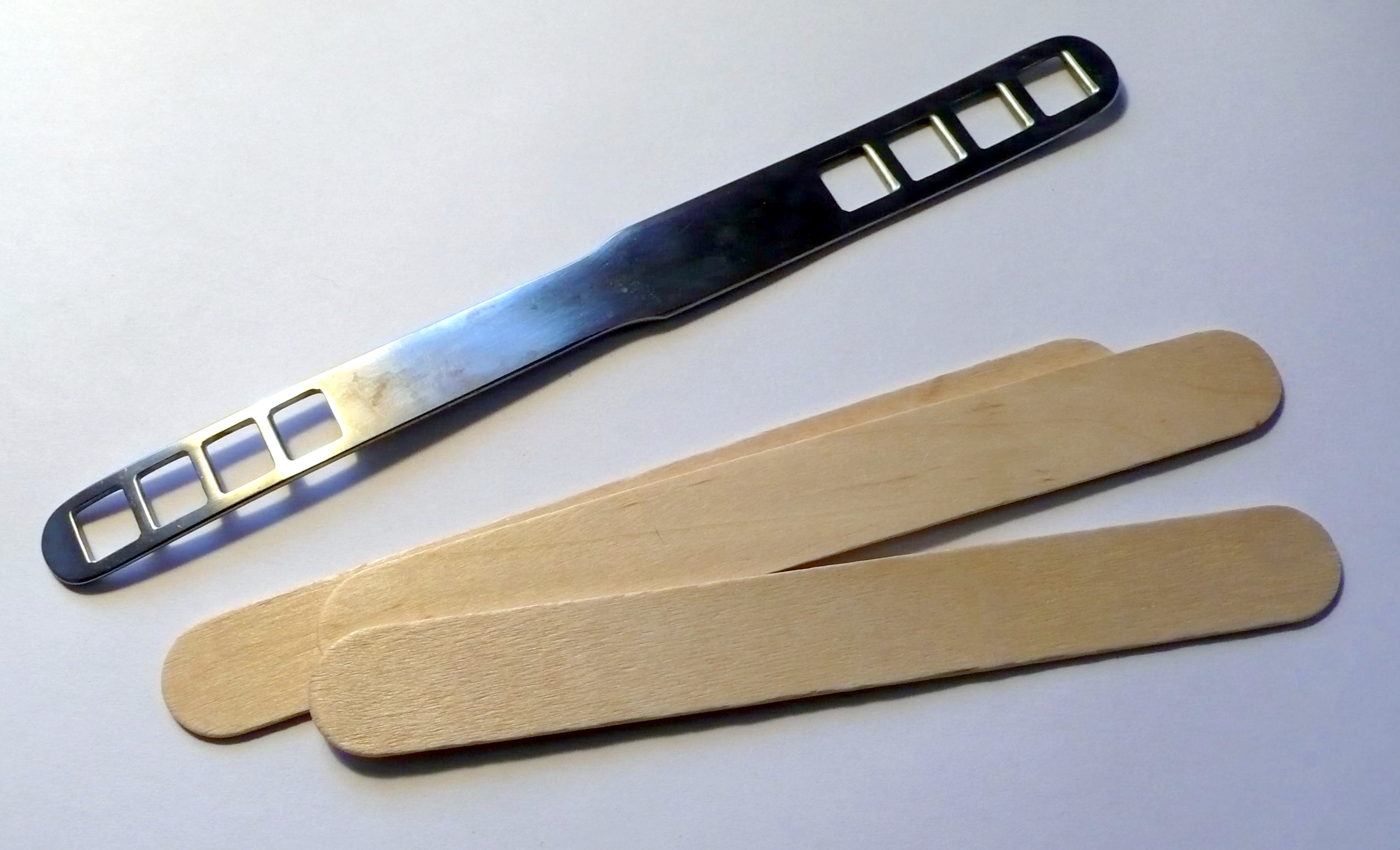
Abaixallengües de metall i fusta

Un abaixallengües o depressor lingual és una eina emprada en medicina per baixar la llengua dels pacients i així poder-ne mirar la boca i el coll.
N'hi ha de fusta i de plàstic, aquests últims generalment blancs i alguns cops impregnats de líquids que els donen un gust que ajudi en la col·laboració del pacient.
Són molt importants en pediatria, on amb els nens molt petits no és possible comptar amb la seva col·laboració per procedir en l'examinació.
Són productes sanitaris i han de complir la normativa europea portant el símbol CE per la seva comercialització.